# Miguel Santos Ruiz
Pour les articles homonymes, voir Santos (homonymie).
Miguel Santos Ruiz est un joueur d'échecs espagnol né le 4 octobre 1999 à Séville.
Au 1er juin 2021, il est le neuvième joueur espagnol avec un classement Elo de 2 594 points.

## Biographie et carrière
En 2013, Santos Ruiz finit 1er-2e du championnat d'Europe des moins de 14 ans (deuxième au départage derrière Jorden van Foreest). En 2017, il fut troisième du championnat d'Europe des moins de 18 ans. En octobre 2018, il reçut le titre de Grand maître international en 2018,  Il finit quatrième du championnat du monde d'échecs junior en 2019
Santos Ruis termina à la 19e place du championnat d'Europe 2018 avec 7,5 points marqués en onze parties. Ce résultat le qualifiait pour la Coupe du monde d'échecs 2019 à Khanty-Mansiïsk où il fut battu au premier tour par le Chinois Wei Yi (0,5 à 1,5).